# Rootwords
Rootwords, de son vrai nom Julio Mwansa Nkowane (né le 16 octobre 1982 à New Haven, Connecticut), est un rappeur américain d'origine zambienne. Ayant grandi en Suisse, il compte trois EP (Press Rewind to Begin sorti en 2011, All Good en 2013, Inappropriate Behaviour en 2016,  101 Degrees en 2023) et deux albums (The Rush sorti en 2014 et Warning Signs en 2018).

## Récompenses
- En mars 2013 : il est récompensé du prix Urban Award au DemoTape Clinic[5] ;
- En novembre 2013 : il est récompensé du prix Urban, Hip-Hop, Groove, Reggae Award au Swiss Live Talents[6] ;
- En février 2018 : nommé au Swiss Music Awards – catégorie « Best Act Romandie » (meilleur artiste romand)[7],[8].

## Discographie

### Albums studio
- 2014 : The Rush
- 2018 : Warning Signs

### EP
- 2011 : Press Rewind to Begin
- 2013 : All Good
- 2016 : Inappropriate Behaviour
- 2023 : 101 Degrees